# Naufragi della prima guerra punica
I naufragi della flotta romana avvenuti nel corso della prima guerra punica furono fattori determinanti per lo svolgimento delle attività belliche e lo svilupparsi della guerra stessa.
Durante la prima guerra punica, per ben tre volte in soli sei anni la flotta romana dovette subire la perdita di centinaia di navi e migliaia di uomini a causa delle condizioni meteorologiche, dell'ancora insufficiente conoscenza delle tecniche di navigazione e probabilmente della supponenza dei comandanti.

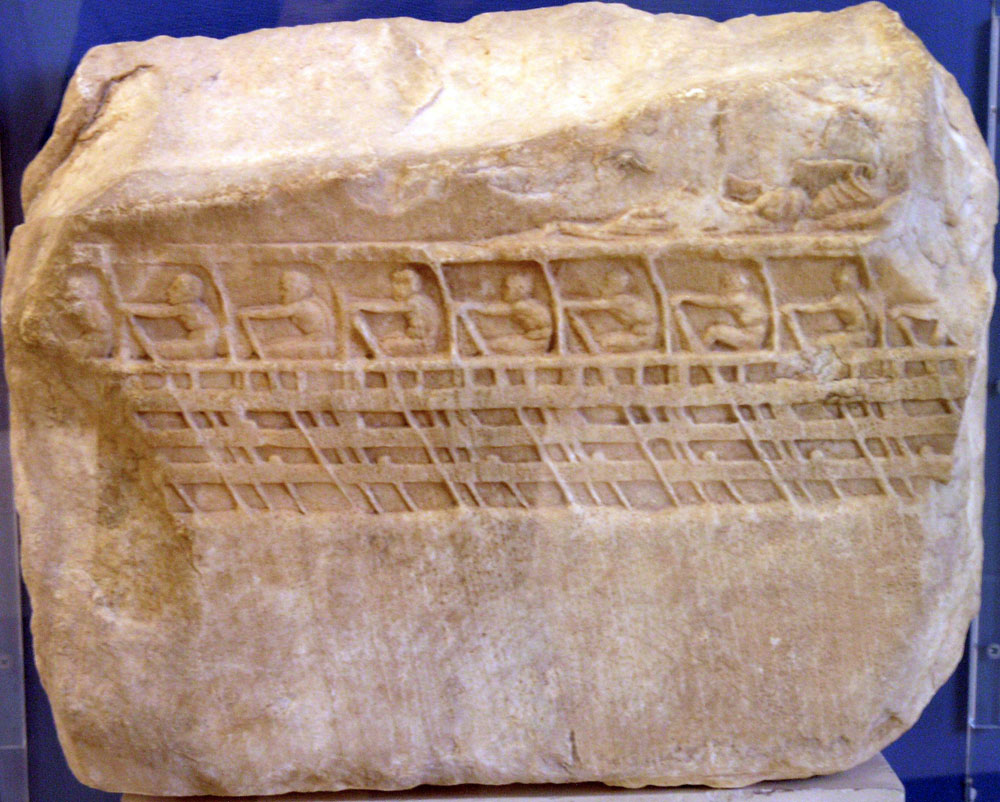
Rilievo Lenormant: frammento di bassorilievo rappresentante una trireme ateniese con nove rematori

## Il primo naufragio
Il primo disastro della flotta romana si ebbe nel 255 a.C. poco tempo dopo la sconfitta subita da Marco Atilio Regolo nella battaglia di Tunisi.

### Situazione
Roma aveva decisamente sconfitto Cartagine nella battaglia di Adys e conquistato Tunisi tanto che i Cartaginesi chiesero la pace al console Marco Atilio Regolo. Regolo fece in modo da non concedere la pace e, mentre il collega Manlio Vulsone Longo ritornò a Roma con la notizia della vittoria, rimase a pattugliare l'Africa.
La reazione dei Cartaginesi fu determinata; messo a capo dell'esercito lo spartano Santippo inflissero ai Romani una severa sconfitta nella battaglia di Tunisi, catturarono Atilio Regolo, uccisero oltre 12.000 nemici e si disposero ad assediare Aspide, città africana precedentemente conquistata dai Romani e nella quale si erano rifugiati i circa 3.000 superstiti delle legioni.
(Polibio, Storie, I, 36, BUR. Milano, 2001. trad.: M. Mari.)
I due consoli Marco Emilio Paolo e Servio Fulvio Petino Nobiliore erano partiti con la flotta romana per portare rinforzi alle truppe di Roma che avevano vinto ad Adys. La flotta romana, lasciata la Sicilia aveva battuto i Cartaginesi in una battaglia navale a Capo Ermeo, aveva catturato ben 144 delle 200 navi puniche e le aveva integrate nella flotta stessa che quindi era arrivata a contare quasi 500 navi. Un numero incommensurabile sia per i tempi sia in assoluto.
Visto che fra la partenza da Roma e l'arrivo in Africa la situazione delle legioni era drammaticamente cambiata, i consoli, lungi dallo scaricare rinforzi ad Aspide, imbarcarono i superstiti di Tunisi e fecero vela verso nord.

### Naufragio
Secondo Polibio, la flotta romana che tornava in Italia era composta da trecentosessantaquattro navi. Si deve ritenere, quindi che circa 130 navi fossero state affondate dai Cartaginesi nella precedente battaglia o altrimenti fossero rimaste ad Aspide con compiti di aiuto alla difesa o per combattere l'assedio cartaginese. L'attraversamento del Canale di Sicilia fu agevole. Però quando la flotta romana giunse nei pressi delle coste siciliane, vicino a Camarina
(Polibio, Storie, I, 37, BUR. Milano, 2001. trad.: M. Mari.)
Solo ottanta imbarcazioni riuscirono a salvarsi per cui si può calcolare che oltre 280 navi siano affondate o siano state
(Polibio, Storie, I, 37, BUR. Milano, 2001. trad.: M. Mari.)
Calcolando anche solo 100 uomini di equipaggio per ogni nave (e non contando gli schiavi addetti ai remi e le truppe trasportate) si arriva a determinare le perdite umane dei romani in oltre 28.000 combattenti, l'equivalente di circa sei legioni. Anche se dobbiamo ricordare che buona parte delle perdite consisteva in marinai e non in truppe di terra, è necessario anche tenere presente che i marinai venivano spesso utilizzati come rinforzo in operazioni a terra.

### Considerazioni
Polibio attribuisce la sciagura "non tanto alla sfortuna quanto ai comandanti" (37, 3). I consoli romani sarebbero stati più volte scongiurati dai piloti di non navigare verso quella costa della Sicilia in quel periodo dell'anno.
(Polibio, Storie, I, 37, BUR. Milano, 2001. trad.: M. Mari.)
Polibio attribuisce la scelta dei consoli romani di costeggiare la Sicilia sul lato orientale alla volontà di ostentazione dei successi riportati e di conquista di alcune (non precisate) città. Per contro lo storico De Sanctis fa notare che la scelta di tale rotta era quasi una necessità. A causa del tipo di navigazione che costeggiava la terra, la flotta romana avrebbe avuto difficoltà a circumnavigare la Sicilia verso ovest passando davanti alle basi di Lilibeo delle Isole Egadi e di Palermo (allora Panormum) che, al momento erano saldamente in mani cartaginesi.
Come concausa Plinio il Vecchio attribuisce la sciagura alla scarsa qualità delle navi, costruite in breve tempo con legno non ancora stagionato (Naturalis historia, XVI, 192.), e su questo problema insiste anche Polibio più avanti quando ci informa che dopo il naufragio una flotta di 220 navi fu ricostruita in tre mesi. Ricordiamo che Plinio è stato prefetto della flotta di Miseno; di navi doveva avere conoscenza.
Quale che sia stata la causa (e probabilmente non fu solo una), Polibio mostra che la sua ammirazione per i romani e il loro espansionismo non è esente da capacità critica:
(Polibio, Storie, I, 37,7 - 9, BUR. Milano, 2001. trad.: M. Mari.)

## Secondo naufragio

### Situazione

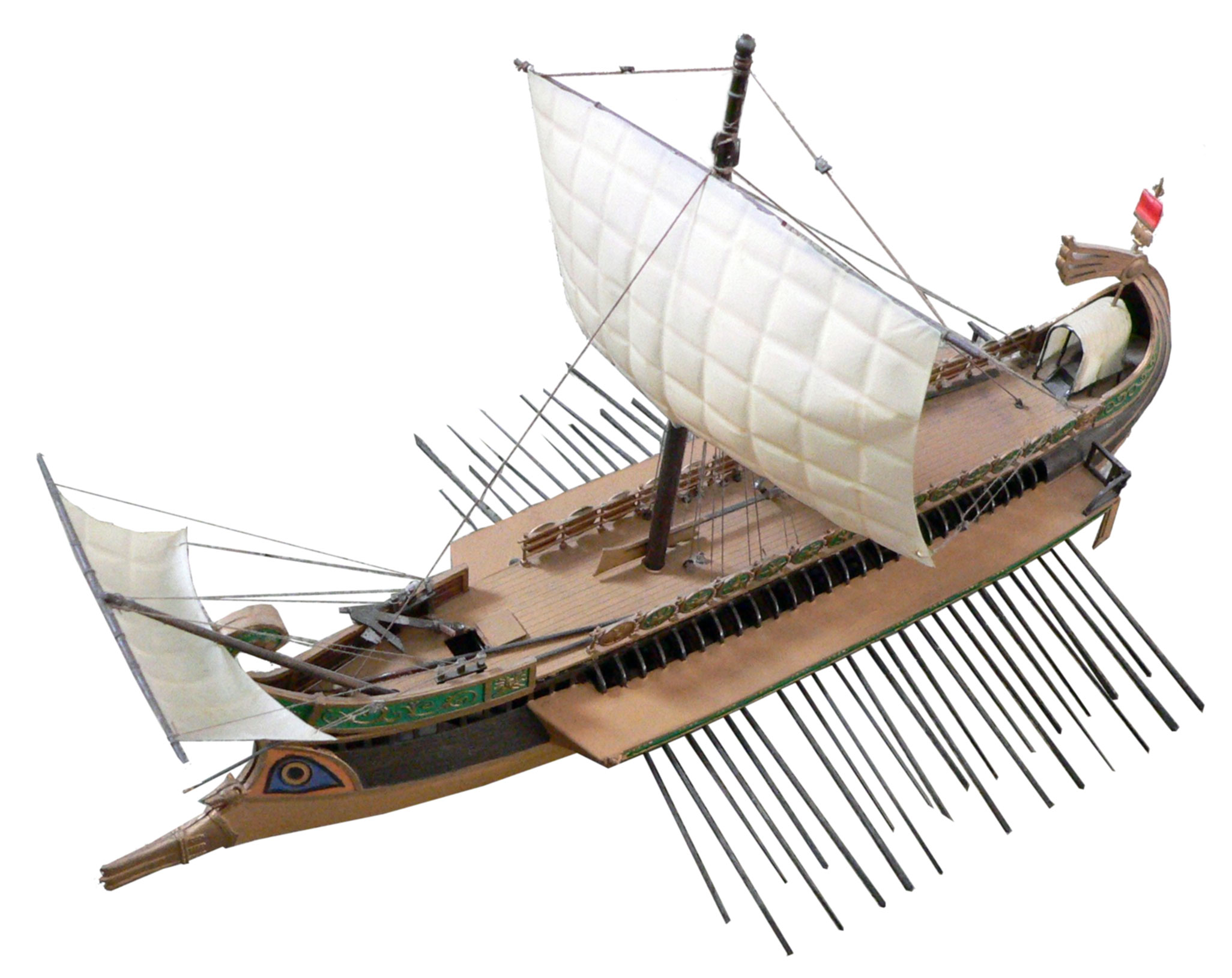
Modello di trireme romana

A seguito di questo naufragio romano, Cartagine riprese coraggio e mandò Asdrubale a rinforzare Lilibeo. Il generale cartaginese si accinse a contendere il campo ai romani ma, nonostante tutto non riuscì a impedire la caduta di Palermo a opera dei consoli Gneo Cornelio Scipione Asina al suo secondo mandato dopo la sfortunata prova alle Isole Lipari e Aulo Atilio Calatino, anch'egli al secondo mandato. I romani avevano allestito una flotta di 220 navi in soli tre mesi.
L'estate successiva, e siamo nel 253 a.C., ai consoli Gneo Servilio Cepione e Gaio Sempronio Bleso venne affidata la flotta con la quale riuscirono ad arrivare in Africa. Qui compirono sbarchi lungo le coste cartaginesi ma senza compiere nulla di veramente importante. La scarsa conoscenza delle tecniche marinare giocò un brutto scherzo ai Romani; giunti all'isola di Meninge (l'odierna Djerba vicino a Gabes) si arenarono in un basso fondale. Poco dopo la marea si invertì e i Romani, alleggerite le navi buttando fuori bordo tutti gli oggetti pesanti, riuscirono a disincagliarsi e riprendere il mare.

### Naufragio
Evidentemente non consapevoli dei pericoli del mare, i Romani fecero rotta per la Sicilia compiendo la circumnavigazione dell'isola sul lato occidentale ed approdando a Palermo, caduta dopo la battaglia dell'anno precedente in mani amiche.
(Polibio, Storie, I, 39, 6, BUR. Milano, 2001. trad.: M. Mari.)

### Considerazioni
Anche questo naufragio viene da Polibio additato come colpa dei comandanti romani che "navigando in modo arrischiato" cercano di raggiungere Roma. In effetti la tecnica di navigazione nel mediterraneo era sempre quella sotto-costa fin dove era possibile. La traversata in rotta ortodromica era riservata ai periodi in cui la navigazione era la più sicura possibile e solo per le rotte che non consentivano alternative, ad esempio la traversata dall'Epiro alle coste pugliesi.
Da notare, però che Orosio (IV, 9) pone il naufragio presso Capo Palinuro, un punto che i naviganti romani conoscevano bene data la vicinanza e l'utilizzo già frequente.
Conseguenza principale di questa seconda terribile perdita fu un primo ritiro di Roma dal mare. La flotta romana fu mantenuta a circa sessanta navi adibite al trasporto dei rifornimenti per le legioni impegnate in Sicilia. Ne derivò l'impossibilità per Roma di attaccare Cartagine in territorio metropolitano dato che la città punica era in grado di contrastare senza fatica una flotta di così ridotte dimensioni.
Altro risultato fu l'arresto delle operazioni anche a terra.
Cartagine non era direttamente attaccabile dai Romani e quindi rinforzò le truppe in Sicilia e aumentò il numero degli elefanti, terribile strumento bellico che i Romani
(Polibio, Storie, I, 39, 12,, BUR. Milano, 2001. trad.: M. Mari.)

## Terzo naufragio

### Situazione
Si giunse così ad uno stallo che si protrasse fino al 249 a.C. La guerra terrestre in Africa era anch'essa preclusa ai Romani per mancanza di navi da guerra da adibire alla protezione di quelle da carico. La guerra in Sicilia si trascinava con in Romani impantanati in un assedio di Lilibeo che sembrava non terminare mai e i Cartaginesi finirono per arroccarsi sul Monte Erice dedicati alle citate operazioni di Amilcare.
Sfortunatamente per Roma, durante la battaglia di Trapani una flotta romana di circa centoventi navi, agli ordini di Publio Claudio Pulcro fu quasi totalmente distrutta dalle navi di Aderbale. I Cartaginesi catturarono 93 navi romane complete di equipaggio e Roma rimase nuovamente senza una flotta strutturata, rimanendo in possesso di poche navi da guerra stanziate a Messina e presso Lilibeo.
Venne equipaggiata una nuova flotta di sessanta navi per scortare i rifornimenti e furono affidate a Lucio Giunio Pullo. Questi raggiunse a Messina le navi rimaste e poi da Siracusa affidò ai questori metà delle ottocento navi da carico e, come scorta, quasi metà di quelle da guerra. Dovevano raggiungere le legioni per rifornirle. Egli stesso aspettava col resto della flotta gli ulteriori rifornimenti dall'interno dell'isola.
Contestualmente Aderbale mandò a Cartagine i prigionieri e le navi da guerra romane catturati a Trapani e il suo collega Cartalone con un centinaio di navi ad attaccare gli assedianti di Lilibeo. Cartalone riuscì a distruggere alcune navi romane e altre, con una sortita, ne distrusse Imilcone il comandante cartaginese di Lilibeo. Cartalone seguì Aderbale ma giunto ad Eraclea Minoa vide le avanguardie della flotta romana guidata dai questori di Pullo. La flotta romana si rifugiò a terra riuscendo però a resistere agli attacchi dei Cartaginesi. Questi, catturata qualche nave da carico, si allontanarono in attesa che i Romani riprendessero la navigazione.

### Naufragio

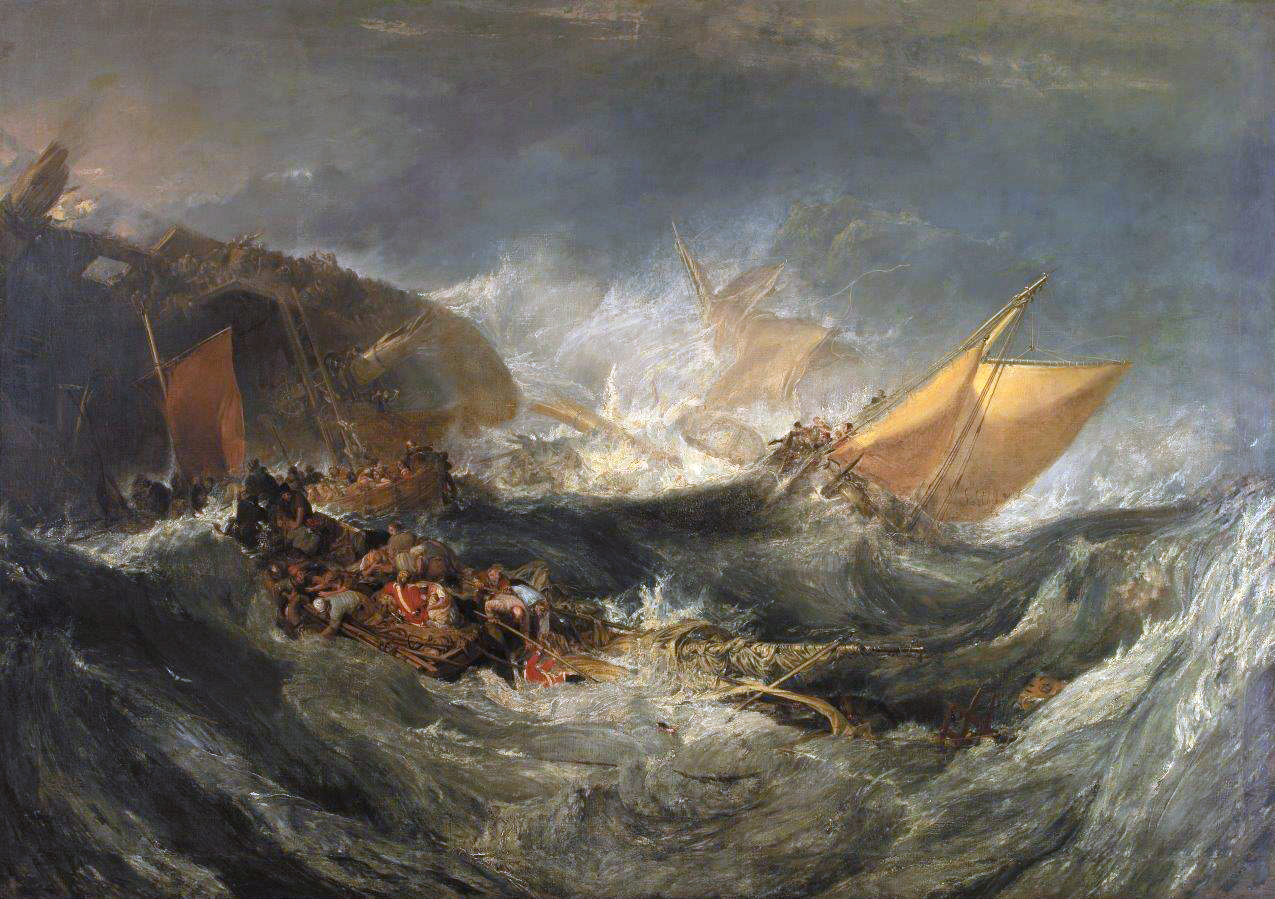
Shipweck of the Minotaur, olio su tela di J.M.W. Turner, Museo Calouste Gulbenkian, Lisbona

Giunio Pullo si avvicinava con il resto della sua flotta ma non sapendo dove si trovava l'altra metà, una volta avvistate le navi nemiche,
(Polibio, Storie, I, 54, 3, BUR. Milano, 2001. trad.: M. Mari.)
Cartalone, visti i risultati dell'attacco precedente, decise di non lanciarsi contro l'altra parte della flotta per non correre il rischio di essere assalito alle spalle dalla metà della flotta comandata dai questori di Pullo. Scelto un punto vicino ad un promontorio mise la flotta alla fonda limitandosi a tenere sotto controllo le due flotte da una posizione mediana.
Ancora una volta una commistione di incapacità e sfortuna misero alla prova la flotta di Roma. Una tempesta si annunciò dal mare aperto;
(Polibio, Storie, I, 54, 6, BUR. Milano, 2001. trad.: M. Mari.)
La flotta cartaginese apparentemente fuggì davanti ai Romani ma, anche se con fatica, riuscì a doppiare il promontorio e ad approdare in luogo sicuro.
Probabilmente il controllo militare romano di quel tratto di costa non era del tutto saldo se nessuno degli abitanti aveva avvisato la due flotte di quanto stava per accadere.
(Polibio, Storie, I, 54, 8, BUR. Milano, 2001. trad.: M. Mari.)
Se le cifre fornite da Polibio sono credibili dovrebbe trattarsi del più spaventoso disastro navale. Circa 900 navi distrutte contemporaneamente avrebbero spezzato qualsiasi velleità marinara. E anche se il disastro non assunse le proporzioni descritte certo fermò per sette anni le azioni marinare dei Romani.

### Considerazioni
Lo stallo riprese. La guerra navale si era arrestata; Roma non era più in grado di trovare i fondi necessari ad armare un'ennesima flotta. Cartagine, per contro, sembrava non sapere o potere approfittare del vantaggio assalendo i territori del Lazio e della Campania più strettamente legati a Roma.
Solo Amilcare, cui fu affidato il comando delle truppe, per qualche tempo attaccò le coste della Calabria. Sulla terra i Romani continuavano lo sterile assedio di Lilibeo mentre Amilcare dovette risolversi a limitare le operazioni cartaginesi nella guerriglia sul Monte Erice, cercando di dividere i romani dai loro alleati con azioni mirate. Semplicemente, entrambi i contendenti erano troppo esausti psicologicamente e finanziariamente per riuscire a sferrare il colpo decisivo.
I naufragi romani, specialmente il secondo, compromisero seriamente l'andamento della guerra romana permettendo a Cartagine di prolungare le ostilità combattendo da una posizione di sicurezza in Africa e spostando le navi e le truppe sul territorio della martoriata Sicilia.
Dal terzo naufragio dovranno passare ben sette anni perché Roma riuscisse a trovare la capacità economica di finanziare un'ennesima flotta e contendere il mare alla rivale.
Dopo tante grandi e piccole sconfitte, dopo tante navi perdute in battaglie e tempeste solo nel 242 a.C. Roma riuscì tornare sul mare. Un prestito (forse forzoso) da parte dei cittadini permise l'ennesima costruzione di una flotta. Questa fu affidata al console Gaio Lutazio Catulo che il 10 marzo del successivo 241 a.C., alle Egadi riportò la vittoria decisiva per porre termine alla prima guerra punica.

## Fonti
- Polibio, Storie, Bur, Milano, 2001, trad.: M. Mari. ISBN 88-17-12703-5.
- Vincenzo Strazzulla,  Sulle fonti epigrafiche della prima guerra punica, in relazione alle fonti storiografiche negli anni 264-256 - Teramo: Stab. tip. A. De Carolis 1902.